# Коба
Коба (шп. Cobá) је велико археолошко налазиште на Јукатану у Мексику из доба цивилизације Маја. Налази се на око 90 km удаљен од Чичен Ице и око 40 km западно од Карипског мора. Друго најближе место на удаљености од 44 km је град Тулум. По цензусу из 2010. године у околини архреолошког налазишта живи 1.278 становника.

## Археолошко налазиште
Археолошко налазиште Коба окружује две лагуне, велики број поплочаних стаза и путева кружно воде до централних пирамида и бившег градског центра. У самом граду постоје остаци путева који су изграђени од истопљених кречњачких стена са изузетно глатком површином. У околини централног дела некадашњег града се налазе мање грађевинске структуре које засебно опет представљају мање центре. Ове локације се на мајанском језику зову сакбе (sacbe, sacbeob) и до сада их је откривено укупно педесет. 
Неки од ових путева са различитом нивелацијом воде на исток према Карибима а најдужи пронађени пут, дужине од 100 km води до другог археолошког налазишта Јаксуне. До средине 2011. године очишћено је само пет одсто грађевина, међу којима се истиче највиша пирамида на Јукатанском полуострву Нохоч Мул (Nohoch Mul) са висином од 42 m.
По проценама, у самом граду и у околини је живело више од 55.000 становника а остаци града, самим тим и археолошко налазиште, се простире на 80 km². Почетком 1. века овај део Јукатана је био насељен становништвом које се бавило пољопривредом а највећи део грађевина се процењује да је изграђен током Класичног периода у периоду од 500. до 900. године. Највећи број писаних натписа, хијероглифа, потичу из 7. века. Коба је остала важан мајански град све до 14. века и доласка шпанских освајача на ове просторе.

## Историја
Према археолошким налазима Коба је била насељена у периоду између 1. века пре нове ере и 1. века нове ере. У прилог томе иду остаци неких мањих грађевина од дрвета и равне платформе које се налазе на налазишту и потичу из тог периода а који је одређен преко нађених керамичких фрагмената. После 1. века нове ере налазе се трагови снажног раста популације и економске моћи самог града. Коба је постала једно од средишта економског раста мајанске цивилизације.
Између 200. и 600. године, град Коба је доминирала овим делом Јукатана. Ова контрола је укључивала агрокултуру, путеве, трговину и што је било најважније за опстанак мајанских градова воду. Трговачки путеви су пролазили поред подземних резервоара воде.
Коба је одржавала блиске контакте са осталим већим мајанским центрима Тикал (Tikal), Зибанче (Dzibanché) и Калакмул (Calakmul). Остаци града такође показују повезаност са Теночтитланом, пошто деле архитектуралне сличности ко што је платформа (Paintings group) која је истражена током 1999. године.
После 600. године се појављују нови центри, Пук култура и Чичен Ица, који јачају и тиме слабе доминацију града Кобе као економског центра. Нови раст Коба је доживела и у периоду између 12. и 15. века, када се подижу нове грађевине. До времена доласка Шпанаца у ове крајеве око 1550. године Коба је као град био напуштен од стране Маја.

## Модерна истраживања
За само име града и његово постојање се одувек знало, али археолошко истраживање и презервација постојећих објеката нису вршена све до двадесетих година 20. века. У новије време овај град је спомент 1841. године од стране Џон Лојда Стифенса. Остатак деветнаестог века је протекао у борбама између староседелаца маја и придошлих Европљана, такозвани Јукатански расни рат. Теоберто малер је 1893. године био у граду Коба и направио је једну фотографију али је није објавио тако да је и публицитет изостао.
Нову еру откривања града је започео Томас Ган, када га је један мајански ловац довео на ово подручје у фебруару 1926. године. После ове посете Ган је објавио опис руина и опис остатака града који је био зарастао у џунглу. Ган се повезао са археолозима који су већ радили на археолошким ископинама града Чичен Ице, која је послала експедицију на челу са Ериком Томпсоном у два наврата, задњи је био 1932. године. Томпсонов извештај је покренуо нове археолошке експедиције на Кобу и до нових открића. Ипак до 2011. године откопано је само 30% рушевина. 
Археолошка локација је остала мало истражена, због своје издвојености, све до 1970-их када су почели да се граде путеви и када је дошло до развоја туризма у крају. Главни туристички центар је постао Канкун а карипска обала је постала позната под именом Ривијера Маја. Мексички национални институт за антропологију и историју је 1972. године под управом Карлоса Наварете започео озбиљно чишћење налазишта и потпуну ескавацију грађевина.